# Life-Size
Life-Size är en amerikansk långfilm från 2000 i regi av Mark Rosman, med Lindsay Lohan, Jere Burns, Anne Marie DeLuise och Garwin Sanford i rollerna.

## Handling
Olycklig efter sin mors död, försöker Casey (Lindsay Lohan) att återuppliva sin mamma med magi. Men ett missöde sker, och resultatet av Caseys trollformel förändras. Istället vaknar hennes docka Eve (Tyra Banks) till liv. Casey föraktar Eve, hon ville egentligen aldrig ha Eve från första början och nu är hennes chanser att få sin mamma tillbaka förstörda. Men allt eftersom Eve växer tar hon fram det bästa i Casey, och uppmuntrar Casey att förnya gamla vänskaper och växa i sig själv. Även Caseys far (Jere Burns) kommer över sin sorg och bygger upp en bättre relation med sin dotter, tack vare Eve.

## Rollista
| Lindsay Lohan       | – Casey Stuart  |
| Tyra Banks          | – Eve           |
| Jere Burns          | – Ben Stuart    |
| Anne Marie DeLuise  | – Drew McDonald |
| Garwin Sanford      | – Richie        |
| Tom Butler          | – Phil          |
| Jillian Fargey      | – Ellen         |
| Kerry Sandomirsky   | – Ms. Weiner    |
| Sam MacMillan       | – Sam           |
| Katelyn Wallace     | – Sarah         |
| Shaina Tianne Unger | – Jessica       |
| Jessica Lee Owens   | – Shannon       |